# La Neuville-aux-Joûtes
La Neuville-aux-Joûtes är en kommun i departementet Ardennes i regionen Grand Est (tidigare regionen Champagne-Ardenne) i nordöstra Frankrike. Kommunen ligger  i kantonen Signy-le-Petit som ligger i arrondissementet Charleville-Mézières. År 2022 hade La Neuville-aux-Joûtes 351 invånare.

## Befolkningsutveckling
Antalet invånare i kommunen La Neuville-aux-Joûtes
Referens: INSEE